# San Sosti
San Sosti község (comune) Olaszország Calabria régiójában, Cosenza megyében.

## Fekvése
A megye központi részén fekszik. Határai: Altomonte, Buonvicino, Grisolia, Malvito, Mottafollone, Roggiano Gravina és San Donato di Ninea.

## Története
A kora középkorban alapították baziliánus szerzetesek. Első írásos említése a 11. századból származik. A következő századokban nápolyi nemesi családok birtoka volt. A 19. század elején vált önálló községgé, amikor a Nápolyi Királyságban felszámolták a feudalizmust.

## Népessége
A népesség számának alakulása:

## Főbb látnivalói
- Santa Caterina Vergine e Martire-templom
- San Sozonte-apátság
- San Nicola-apátság